# Dynasty Cup 1995
Navigation
Chine 1992 Japon 1998
La Dynasty Cup 1995 est la troisième édition d'une compétition de football entre quatre équipes d'Asie de l'Est. Cette compétition organisée à Hong Kong du 19 au 26 février 1995 a été remportée par le Japon.

## Équipes participantes
- Chine
- Corée du Sud
- Hong Kong Ligue XI
- Japon

## Résultats

### Phase de groupe
| Équipe             | J | V | N | D | Bp | Bc | Diff | Pts |
| ------------------ | - | - | - | - | -- | -- | ---- | --- |
| Japon              | 3 | 2 | 1 | 0 | 6  | 2  | +4   | 7   |
| Corée du Sud       | 3 | 1 | 2 | 0 | 4  | 3  | +1   | 5   |
| Chine              | 3 | 0 | 2 | 1 | 1  | 2  | -1   | 2   |
| Hong Kong Ligue XI | 3 | 0 | 1 | 2 | 2  | 6  | -4   | 1   |

| 19 février 1995 | Hong Kong Ligue XI | 0 – 3 | Japon                              | Hong Kong Stadium, So Kon Po                       |                                                    |
|                 |                    |       | 42e 78e Kurosaki · 70e Hashiratani | Spectateurs : 29 753 Arbitrage : Russamee Jindamai | Spectateurs : 29 753 Arbitrage : Russamee Jindamai |

| 19 février 1995 | Chine | 0 – 0 | Corée du Sud | Hong Kong Stadium, So Kon Po                         |
|                 |       |       |              | Spectateurs : 24 875 Arbitrage : Mohd Nazri Abdullah |

| 21 février 1995 | Corée du Sud      | 1 – 1 | Japon        | Hong Kong Stadium, So Kon Po                          |                                                       |
|                 | Lee Woo-young 67e |       | 47e Kurosaki | Spectateurs : 14 292 Arbitrage : Nimal Wickeramatunge | Spectateurs : 14 292 Arbitrage : Nimal Wickeramatunge |

| 21 février 1995 | Hong Kong Ligue XI | 0 – 0 | Chine | Hong Kong Stadium, So Kon Po                      |
|                 |                    |       |       | Spectateurs : 14 292 Arbitrage : Nik Ahmad Yaakub |

| 23 février 1995 | Japon                     | 2 – 1 | Chine        | Mong Kok Stadium, Mong Kok                           |                                                      |
|                 | Fujita 16e · Kurosaki 22e |       | 55e Gao Feng | Spectateurs : 3 417 Arbitrage : Nimal Wickeramatunge | Spectateurs : 3 417 Arbitrage : Nimal Wickeramatunge |

| 23 février 1995 | Hong Kong Ligue XI       | 2 – 3 | Corée du Sud                                             | Mong Kok Stadium, Mong Kok                        |                                                   |
|                 | Greer 20e · Bredbury 64e |       | 15e Lee Ki-hyung · 39e Ko Jeong-woon · 88e Choi Yong-soo | Spectateurs : 6 223 Arbitrage : Russamee Jindamai | Spectateurs : 6 223 Arbitrage : Russamee Jindamai |

### Phase finale

#### Match pour la troisième place
| 26 février 1995                              | Hong Kong Ligue XI | 1 – 1                                 | Chine       | Hong Kong Stadium, So Kon Po                       |                                                    |
|                                              | L. Santos 2e       |                                       | 32e Li Bing | Spectateurs : 27 668 Arbitrage : Russamee Jindamai | Spectateurs : 27 668 Arbitrage : Russamee Jindamai |
| Tempest · Bredbury · Tam Siu Wai · L. Santos | Tirs au but 3 – 1  | Gao Feng · Zhu Qi · Li Bing · Liu Yue |             | Spectateurs : 27 668 Arbitrage : Russamee Jindamai | Spectateurs : 27 668 Arbitrage : Russamee Jindamai |

#### Finale
| 26 février 1995                                           | Japon                     | 2 – 2                                                         | Corée du Sud    | Hong Kong Stadium, So Kon Po                      |                                                   |
|                                                           | Fukuda 2e · Yamaguchi 87e |                                                               | 27 Lee Ki-hyung | Spectateurs : 27 668 Arbitrage : Nik Ahmad Yaakub | Spectateurs : 27 668 Arbitrage : Nik Ahmad Yaakub |
| Hashiratani · Kitazawa · Fukuda · Moriyasu · Masami Ihara | Tirs au but 5 – 3         | Yoo Sang-chul · Choi Yong-soo · Lee Ki-hyung · Choi Sung-yong |                 | Spectateurs : 27 668 Arbitrage : Nik Ahmad Yaakub | Spectateurs : 27 668 Arbitrage : Nik Ahmad Yaakub |

| Vainqueur de la Dynasty Cup 1995 Japon Deuxième titre |